# De sista entusiasterna

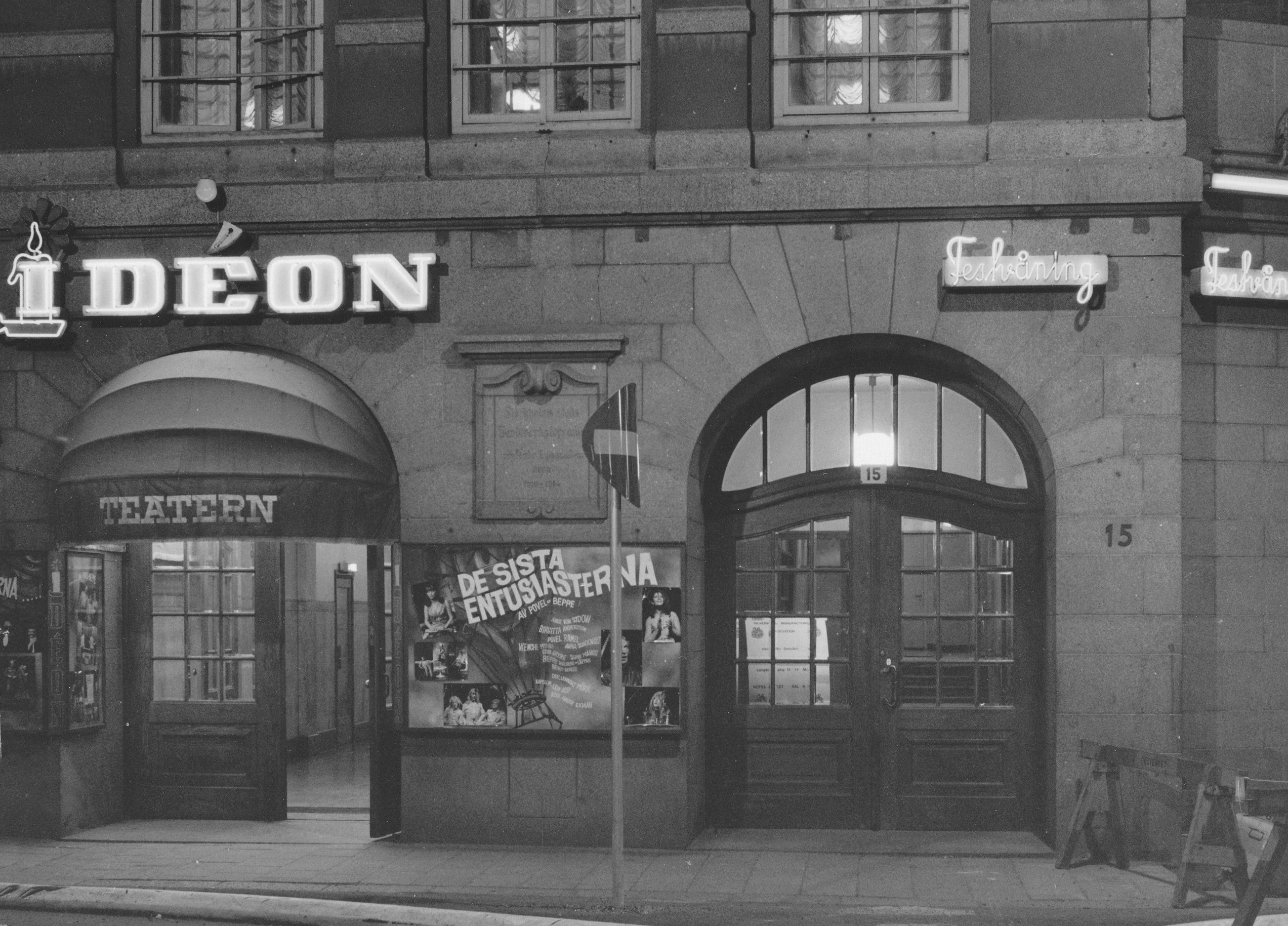
De sista entusiasterna ges på Idéonteatern, 1968.

De sista entusiasterna, som spelades 1968, var en Knäppupp-produktion med Povel Ramel på scenen. Denna revymusikal blev den sista som sattes upp på Knäppupps hemmascen Idéonteatern vid Brunkebergstorg i Stockholm. 

## Beskrivningen
Föreställningen är uppdelad i två akter: Den första utspelar sig i en luftballongskorg någon gång kring 1900, den andra under nutid i ett hus vid Franska Rivieran, där Povel och Beppe skriver på revyn. 
Texterna skrevs av Povel Ramel och Beppe Wolgers, och Povel Ramel stod också för all musik. För regin svarade Hasse Ekman. Lennart Mörk stod för dekoren, Thor Zachrisson för koreografin och Leif Asp var kapellmästare.
De sista entusiasterna spelade på Idéonteatern den 10 april–1 juni 1968 och gick därefter ut på tältturné över hela Sverige den 25 juni–27 september under namnet Sommarentusiasterna. Byggnaden med Idéonteatern började efter 1 juni 1968 förberedas för den rivning som skulle göra plats åt det kommande Kulturhuset vid Sergels torg. Därför spelades från 19 september de sista åtta föreställningarna av tältturnén, som kommit tillbaka till Stockholm, i Knäppupptältet som stod uppställt på en rivningstomt vid "Hötorgs-city" på hörnet av Regeringsgatan och Hamngatan.
Sommarentusiasterna visades på TV i två delar 1969. Första akten, med underrubriken "Till lufts igår", sändes i Sveriges Television den 4 januari 1969 och andra akten, med underrubriken "På jorden idag" sändes i samma kanal den 11 januari 1969. Varje del var en timma vardera.
2012 utgavs Sommarentusiasterna på DVD i boxen "Povels Pärlor".

## Medverkande
Birgitta Andersson, Bengt Berger, Stig Grybe, Låppan Hagander, Sune Mangs, Wenche Myhre, Povel Ramel, Anna Sundqvist, Max von Sydow (på tältturnén ersatt av Martin Ljung), Beppe Wolgers (endast på Idéon) med flera.

## Revynummer (i urval)
- En kaka pemmikan (Povel Ramel och Stig Grybe)
- De sista entusiasterna (Povel Ramel och Wenche Myhre)
- Orden brukar komma när man sjunger (Povel Ramel och Wenche Myhre)
- Balladen om enögda Elin (Birgitta Andersson)